# Bleptina albivena
Bleptina albivena är en fjärilsart som beskrevs av George Francis Hampson. Bleptina albivena ingår i släktet Bleptina och familjen nattflyn. Inga underarter finns listade i Catalogue of Life.